# Municipio de Auburn (condado de Crawford)
El municipio de Auburn (en inglés, Auburn Township) es un municipio del condado de Crawford, Ohio, Estados Unidos. Tiene una población estimada, a mediados de 2023, de 766 habitantes.

## Geografía
Está ubicado en las coordenadas 40°57′11″N 82°45′26″O / 40.95306, -82.75722. Según la Oficina del Censo, tiene una superficie total de 64.1 km², de los cuales 63.8 km² corresponden a tierra firme y 0.3 km² están cubiertos de agua.

## Demografía
Según el censo de 2020, en ese momento había 738 personas residiendo en la zona. La densidad de población era de 12 hab./km². El 94.31 % de los habitantes eran blancos, el 0.27 % eran afroamericanos, el 0.27 % eran asiáticos, el 1.22 % eran de otras razas y el 3.93 % eran de una mezcla de razas. Del total de la población, el 3.66 % eran hispanos o latinos de cualquier raza.